# Картахинес
«Картахине́с» (исп. Club Sport Cartaginés) — профессиональный футбольный клуб из города Картаго, Коста-Рика. Выступает в Примере, сильнейшем дивизионе Коста-Рики. Клуб основан 1 июля 1906 года, и является одним из старейших в стране. Домашние матчи проводит на стадионе «Эстадио Хосе Рафаэль „Фельо“ Меса Иванкович», вмещающем 13 500 зрителя. За свою историю «Картахинес» трижды становился чемпионом страны. Обладатель Кубка чемпионов КОНКАКАФ 1994 года.

## Достижения

### Национальные
- Чемпион Коста-Рики (3): 1923, 1936, 1940
- Чемпион второго дивизиона (2): 1935, 1983
- Обладатель кубка Коста-Рики (2): 2014, 2015

### Международные
- Победитель Кубка чемпионов КОНКАКАФ (1): 1994
- Финалист Межамериканского кубка (1): 1996
- Серебряный призер Клубного кубка UNCAF (1): 1978

## Известные игроки
- Рэндалл Бренес
- Карлос Джонсон
- Рой Миллер
- Данни Фонсека
- Уэйн Уилсон
- Роберто Браун

## Известные тренеры
- Флавио Ортега
- Хосе де ла Пас Эррера
- Михал Билек
- Алешандре Гимарайнс
- Хенри Дуарте
- Маурисио Райт